# American Tragedy
American Tragedy – drugi album studyjny grupy Hollywood Undead. Produkcja albumu zaczęła się wraz z dołączeniem do zespołu Daniela Murillo we wczesnym 2010 roku i trwała do października. Don Gilmore oraz Ben Grosse którzy pomogli w produkcji albumu Swan Songs wraz z Kevin Rudolf, Sam Hollander, Dave Katz, Griffin Boice, Jeff Halavacs, i Jacob Kasher pomogli w produkcji tego albumu. Ten album ma bardziej cięższe brzmienie niż poprzedni album studyjny, album także bardziej skupia się na rockowym brzmieniu niż na rapie. American Tragedy został wydany 5 kwietnia 2011 roku. Remix Album American Tragedy: Redux został wydany 21 listopada 2011 roku. W albumie znajduje się piosenka „Lights Out” która jest o byłym wokaliście Deuce. Jest ona odpowiedzią na piosenkę „Story of a snitch”.
Album zadebiutował na 4. miejscu w rankingu Billboard 200. Album sprzedał się w 67 000 kopiach w Stanach Zjednoczonych, oraz stał się 142 najlepiej sprzedającym się albumem 2011 roku w USA. Album ma także 5 singli: „Hear Me Now”, „Been to hell”, „Coming Back Down”, „Comin in Hot” oraz „My Town”.

## Historia
Po wydaniu Desperate Measures (2009) kapela zaczęła pracę nad nowym albumem. Jednak na początku 2010 roku wokalista Arone „Deuce” Erlichman został wyrzucony z grupy z powodu nie zjawieniu się na lotnisku na którym kapela miała udać się w trasę koncertową. Deuce po tym wydarzeniu nagrał piosenkę pod tytułem „Story of a snitch”, która atakowała J-Doga oraz Johnny’ego 3 Tears. W późnym okresie 2010 roku kapela potwierdziła, iż miejsce Deuca zajmie Daniel „Danny” Murillio który był także wokalistą w kapeli o nazwie Lorene Drive.
Nagrywanie albumu rozpoczęło się w lecie 2010 roku a data wydania została ustalona na jesień. Nagrywanie zakończyło się w listopadzie, miksowanie zakończyło się po święcie Dziękczynienia. James Diener z wytwórni płytowej wierzył iż ten album będzie kolejnym dużym krokiem dla kapeli. Zostało to udowodnione sukcesem w sprzedaży albumu. Kapela także potwierdziła, że producent Don Gilmore który także pracował nad ich pierwszym albumem powrócił jako producent wykonawczy. Podczas nagrywania J-Dog w wywiadzie powiedział: „To był długi czas, byliśmy w studiu, zrobiliśmy nagrania, robiliśmy wszystko żeby ten album brzmiał lepiej od poprzedniego. Było to trudne, ale zrobiliśmy to i byliśmy bardzo podekscytowani że nasza pierwsza piosenka jest już skończona”.
11 stycznia 2011 roku kapela potwierdziła nazwę albumu „American Tragedy”, oraz wydali wideo zapowiadające ich nową nie zatytułowaną jeszcze wtedy piosenkę „Been To Hell”. Johhny 3 Tears podczas wywiadu wyjaśnił znaczenie nazwy albumu. Powiedział, że nazwa „American Tragedy” odwołuje się do wielu marzeń młodych Amerykanów którzy podczas dorastania wierzą w konkretne idee które potem okazują się błędne kiedy stają się już dorosłymi ludźmi. 19 stycznia kapela pokazała zdjęcia nowych masek w tym także maskę „Danny’ego”. Wszystkie maski zostały stworzone przez Jerry’ego Constantine’a.
Johnny 3 Tears powiedział, że album ma bardziej cięższe brzmienie niż ich pierwszy album Swan Songs. „W albumie znajduje się więcej cięższego brzmienia i bólu w piosenkach”. Johnny 3 Tears odwołując się do aktualnej sytuacji w kraju powiedział: „Kiedy piszesz piosenki, jesteś bardzo wyczulony na to co dzieje się na świecie, i powiedziałbym że włączyliśmy w piosenki wiele rzeczy które działy się na około nas. Trudno jest pisać szczęśliwe piosenki kiedy 14% populacji jest nie zatrudniona”. 25 lutego kapela potwierdziła oficjalną datę wydania albumu, czyli 5 kwietnia 2011. Mówiąc o całym albumie Johnny 3 Tears powiedział: „American Tragedy jest płytą o której marzyłem że Hollywood Undead napisze, nie mogliśmy być bardziej dumni. Mamy nadzieje że nasi fani pokochają ją tak bardzo jak my. Nasi fani znaczą dla nas wszystko, i dedukujemy tę płytę im wszystkim”. 1 kwietnia 2011 roku o północy Hollywood Undead na ich stronie MySpace rozpoczęło stream całej płyty dając możliwość posłuchania sobie jej za darmo. Wydanie American Tragedy spowodowało także wzrost sprzedaży ich pierwszej płyty Swan Songs. Spowodowało to że album Swan Songs powrócił na listę Billboard 200.

## Single i promocja
Aby promować nowy album kapela stworzyła 3 trasy koncertowe. Pierwsza trasa o nazwie „Revolt Tour” rozpoczęła się 6 kwietnia i zakończyła się 27 maja, w trasie koncertowej wzięły udział także takie zespoły jak Drive-A, New Medicine, 10 Years. Druga trasa koncertowa nazywała się „Endless Summer Tour” i uczestniczyły w niej kapele takie jak All That Remains oraz Hyro Da Hero. Trasa koncertowa zaczęła się w Pittsburgh, Pennsylvania i skończyła się w Knoxville, Tennessee. Trzecia trasa koncertowa o nazwie „World War III Tour” była największą trasą koncertową zrobioną przez Hollywood Undead. W trasie koncertowej brały także udział takie kapele jak Asking Alexandria, We Came As Romans, D.R.U.G.S. Kapela brała także udział w trasach koncertowych jako support. Jedna z tych tras była organizowana przez Avenged Sevenfold. Oprócz oficjalnych tras koncertowych kapela brała udział w kilku festiwalach takich jak „UFEST” w Mesa, Arizona, Rockfest i Summerfest w Milwaukee, Wisconsin.
W albumie znajduje się pięć singli. Piosenka „Hear Me Now” odniosła największy sukces uzyskując niezłe pozycje na listach, została ona wydana 13 grudnia dla radia i była dostępna online 21 grudnia. 22 marca kapela pojawiła się na żywo w show o nazwie Lopez Tonight, wykonali oni tam wtedy piosenkę „Hear Me Now” aby promować nowy album. Drugi oraz trzeci singiel „Been To Hell” oraz „Coming Back Down” zostały wydane w tym samym czasie, czyli 15 marca 2011. Czwarty singiel z albumu o nazwie „Comin’ in Hot został wydany 9 kwietnia wraz z klipem muzycznym aby świętować wydanie albumu. Singiel oryginalnie był dostępny za darmo 21 stycznia, ale został wydany wraz z albumem. 5 lipca piątym singlem została piosenka „My Town”. Kapela rozpoczęła nagrywanie klipu muzycznego we wczesnym okresie lipca i ogłosiła, że fani kapeli mogą wystąpić w klipie jeżeli nagrają siebie wykonujących piosenkę na tle jakiegoś sławnego miejsca. Klip nie został oficjalnie wydany przez kapele, lecz można obejrzeć nie wydaną wersje na YouTube.

## Lista utworów
| 1.  | "Been To Hell"                 | 3:23    |
|     |                                |         |
| 2.  | "Apologize"                    | 3:27    |
|     |                                |         |
| 3.  | "Comin’ in Hot"                | 3:43    |
|     |                                |         |
| 4.  | "My Town"                      | 3:36    |
|     |                                |         |
| 5.  | "I Don’t Wanna Die"            | 3:59    |
|     |                                |         |
| 6.  | "Hear Me Now"                  | 3:34    |
|     |                                |         |
| 7.  | "Gangsta Sexy"                 | 3:54    |
|     |                                |         |
| 8.  | "Glory"                        | 3:34    |
|     |                                |         |
| 9.  | "Lights Out"                   | 3:51    |
|     |                                |         |
| 10. | "Coming Back Down"             | 3:23    |
|     |                                |         |
| 11. | "Bullet"                       | 3:18    |
|     |                                |         |
| 12. | "Levitate"                     | 3:24    |
|     |                                |         |
| 13. | "Pour Me"                      | 4:03    |
|     |                                |         |
| 14. | "Tendencies"                   | 3:32    |
|     | Deluxe Edition                 |         |
| 15. | "Mother Murder"                | 4:19    |
|     |                                |         |
| 16. | "Lump Your Head"               | 3:37    |
|     |                                |         |
| 17. | "Le Deux"                      | 3:45    |
|     |                                |         |
| 18. | "S.C.A.V.A"                    | 4:04    |
|     | Japanese Bonus Track           |         |
| 18. | "Undead (live)"                | 4:49    |
|     | iTunes Bonus Track             |         |
| 19. | "Street Dreams"                | 4:04    |
|     | iTunes pre-order bonus tracks  |         |
| 20. | "Comin’ in Hot (Instrumental)" | 3:43    |
|     |                                |         |
| 21. | "Apologize (Instrumental)"     | 3:27    |
|     |                                |         |
|     |                                | 1:22:29 |
|     |                                |         |

## Wyróżnienia
| Rok  | Nominowana praca | Nagroda                                | Rezultat | Miejsce |
| ---- | ---------------- | -------------------------------------- | -------- | ------- |
| 2011 | „Been to Hell”   | "AOL Radio: Top 10 Rock Songs of 2011" | Wygrana  | 5       |

## Pozycje na listach

### Lista tygodniowa
| Lista (2011)              | Pozycja |
| ------------------------- | ------- |
| Canadian Albums Chart     | 5       |
| UK Albums Chart           | 43      |
| US Billboard 200          | 4       |
| US Top Alternative Albums | 2       |
| US Top Digital Albums     | 2       |
| US Top Hard Rock Albums   | 1       |
| US Top Rock Albums        | 2       |
| US Top Tastemaker Albums  | 11      |

### Lista na koniec roku
| Lista (2011)              | Pozycja |
| ------------------------- | ------- |
| US Billboard 200          | 142     |
| US Top Alternative Albums | 21      |
| US Top Hard Rock Albums   | 5       |
| US Top Rock Albums        | 26      |

## Daty wydania
| Region            | Data             | Wytwórnia                 | Format                                 | Numer katalogowy | Ref    |
| ----------------- | ---------------- | ------------------------- | -------------------------------------- | ---------------- | ------ |
| Unia Europejska   | 4 kwietnia 2011  | Polydor                   | CD, Dystrybucja cyfrowa                | B004NTVMRY       | [ 19 ] |
| Unia Europejska   | 4 kwietnia 2011  | Polydor                   | Edycja Deluxe CD i dystrybucja cyfrowa | B004QHBMZK       | [ 20 ] |
| Stany Zjednoczone | 5 kwietnia 2011  | A&M/Octone                | CD, Dystrybucja Cyfrowa                | 15275            | [ 21 ] |
| Stany Zjednoczone | 5 kwietnia 2011  | A&M/Octone                | Edycja Deluxe CD i dystrybucja cyfrowa | 2762142          | [ 22 ] |
| Australia         | 8 kwietnia 2011  | Universal Music Australia | Edycja Deluxe CD i dystrybucja cyfrowa | 00602527621425   | [ 23 ] |
| Japonia           | 13 kwietnia 2011 | Universal                 | CD, edycja cyfrowa                     | UICA1058         | [ 24 ] |
| Japonia           | 13 kwietnia 2011 | Universal                 | Edycja Deluxe CD, dystrybucja cyfrowa  | UICA9031         | [ 25 ] |